# Pinggir (Lengkong)
Pinggir is een bestuurslaag in het regentschap Nganjuk van de provincie Oost-Java, Indonesië. Pinggir telt 722 inwoners (volkstelling 2010).